# Carolina Horta Máximo
Carolina Horta Máximo (* 20. August 1992 in Fortaleza) ist eine brasilianische Beachvolleyballspielerin.

## Karriere
Bei den U21-Weltmeisterschaften im kanadischen Halifax erreichte Carol Horta 2011 an der Seite von Rebecca Cavalcanti Barbosa Silva Platz neun. Carol Horta spielte 2013/2014 mit Claudinere Bento Sabino auf der Südamerika Tour. Mit ihrer U23-Partnerin Eduarda Santos Lisboa spielte sie 2014/2015 auch auf der nationalen Tour und hatte zwei Siege bei der Südamerika Tour. 2015 spielte Carol Horta an der Seite von Liliane Maestrini. Die besten Ergebnisse auf der FIVB World Tour 2015 gelangen den Brasilianerinnen mit jeweils Platz fünf bei den Luzern Open und beim Moskau Grand Slam. Außerdem erreichten sie Platz drei bei den Panamerikanischen Spielen in Toronto. 2016 spielte Carol Horta zusammen mit Ana Patrícia ausschließlich in Südamerika. Mit Maria Antonelli gelang ihr 2017 ein vierter Platz beim FIVB 3-Sterne-Turnier in Xiamen. Mit Juliana Felisberta da Silva gewann sie im selben Jahr das 1-Stern-Turnier in Monaco. 2018 spielte sie auf der World Tour mit Taiana Lima. Die beiden Brasilianerinnen starteten sehr gut mit Platz zwei beim 5-Sterne-Turnier in Fort Lauderdale, erreichten auf den übrigen 4- und  5-Sterne-Turnieren jedoch nur noch in Espinho das Achtelfinale. Von Oktober 2018 bis September 2019 bildete Carol Horta ein Duo mit Ângela Lavalle. Bei den Panamerikanischen Spielen in Lima erreichten sie Platz drei.